# Tegenkoning
Onder een tegenkoning werd een koning verstaan, die – op grond van instabiele of onduidelijke machtsverhoudingen, of vanwege discutabele troonopvolging – tegenover een regerende koning geplaatst werd om diens positie te betwisten. Tegenkoningen kwamen in de geschiedenis vooral voor in gebieden waar men opteerde voor verkozen monarchen en minder in  erfelijke monarchieën. Uit het Heilige Roomse Rijk, waar monarchen veelal gekozen werden, zijn veel tegenkoningen bekend.
In veel gevallen is er meningsverschil tussen historici of iemand nu als tegenkoning te beschouwen is of niet. Zo regeerde hertog Arnulf I van Beieren lange tijd onafhankelijk van de Duitse koning en liet hij zich koninklijke privileges aanleunen, maar zijn er geen formele aanspraken op het koningschap bekend. Hendrik de Vogelaar had twee veldtochten nodig om Arnulf tot formele erkenning van Hendriks koningschap te brengen.